# Liste der Botschafter der Vereinigten Staaten in Eritrea
Der Botschafter der Vereinigten Staaten von Amerika in Eritrea ist der Botschafter der Vereinigten Staaten von Amerika in Eritrea.

## Botschafter
| Amtszeit  | Name                  | Bemerkung                    |
| --------- | --------------------- | ---------------------------- |
| 1991/93–  | Joseph P. O’Neill     | Chargé d’Affaires ad interim |
| 1993–1996 | Robert Gordon Houdek  |                              |
| 1996–1997 | John F. Hicks         |                              |
| 1998–2001 | William Davis Clarke  |                              |
| 2001–2004 | Donald J. McConnell   |                              |
| 2004–2007 | Scott H. DeLisi       |                              |
| 2007–2010 | Ronald Keith McMullen |                              |
| 2010–2012 | Joel Richard Reifman  | Chargé d’Affaires ad interim |
| 2012–2014 | Susan Lenore Bremner  | Chargé d’Affaires ad interim |
| 2014–2016 | Louis Mazel           | Chargé d’Affaires            |
| 2016–2019 | Natalie E. Brown      | Chargé d’Affaires            |
| 2019–2022 | Steven C. Walker      | Chargé d’Affaires            |